# Obchodní vztah
Obchodní vztah, známý také jako profesní vztah je spojení mezi stakeholdery v obchodních záležitostech. Jedná se o vztah mezi zaměstnanci a zaměstnavateli, obchodními partnery, investory, zákazníky, bankami a dalšími zúčastněnými stranami v rámci obchodních záležitostí. Je to vztah mezi všemi ekonomickými subjekty, se kterými je podnik spojen anebo očekává spojení do budoucna. Aby byly obchodní vztahy efektivní musí jim subjekty porozumět, protože každý typ vztahu má své jedinečné charakteristiky a jiný vztah bude mít zaměstnanec se svým manažerem a podnik s investorem. Obchodní vztahy dokáží být oboustranně prospěšné a pomáhají ke kariérnímu i podnikatelskému rozvoji. Jsou důležité jak uvnitř společnosti (interně), tak navenek (externě).

Obchodní vztah

Obchodní vztah podniky budují komunikačními kanály, jako jsou sociální sítě, intranet, e-mail a komunikace z očí do očí. Tyto metody jsou považovány za nejefektivnější k budování pevnějších vazeb mezi stakeholdery. Správná komunikace pomáhá k efektivnějšímu plánování a realizaci projektů. Efektivní komunikace na začátku podnikání může být přínosem pro dlouhodobý úspěch společnosti. Je důležité budovat pevné interní vztahy, protože oddaní zaměstnanci dokáží budovat lepší vztahy s dodavateli, odběrateli a také vytvářet vyšší zisky firmy. Loajální zaměstnanci poskytují zákazníkům kvalitní produkty a služby. Slabé obchodní vztahy naopak vedou k nespokojeným zákazníkům, špatným pověstem a nespokojeným zaměstnancům.

## Loajalita a důvěra v podnikání
Důvěra je nejdůležitějším faktorem k zlepšování a efektivnímu budování obchodních vztahů. Zaměstnanci, obchodní partneři a další mohou svým pozitivním vztahem budovat dlouhodobé renomé a výkonnost firmy. Podnik se externě může prokazovat Společenskou odpovědností firem, která je dobrovolná a také buduje důvěru společnosti v očích zákazníků a investorů. Je-li podnik společensky odpovědný, pak jsou někteří zákazníci ochotni za produkty utrácet více peněz a investoři více investovat. Podnikatelské prostředí se stále mění a nutí podniky k neustálým inovacím. K vytváření nových inovací pomáhá důvěra mezi obchodními partnery, která umožňuje podniku včas reagovat a aplikovat inovace a inovační procesy.

## Druhy obchodních vztahů
Specifickým vztahem je business-to-business (B2B), označuje vztah mezi dvěma obchodními společnostmi. Tento vztah funguje na bázi obchodu a komunikaci formou faktur, objednávek  a jedná se o dlouhodobou spolupráci. Dalším vztahem je business-to-customer (B2C), je to obchodní vztah mezi obchodní společností a zákazníkem. Jedná se o nejrozšířenější vztah, který funguje jako přímý prodej a podpora zákazníka. Business-to-government (B2G) je vztah mezi obchodní společností a orgány vlády, tento vztah umožňuje podnikům obchodovat a spolupracovat s vládními organizacemi. Business-to-emploee (B2E) popisuje vztah mezi obchodní společností a zaměstnanci. Slouží k motivaci, informovanosti, vzdělávání, ale také k prodeji produktů a služeb zaměstnancům.

## Obchodní vztahy podle velikosti podniku
Obchodní vztahy v malých podnicích se liší od velkých podniků, protože kombinují formální a neformální přístupy, což závisí na interním managementu. Tento styl je vhodný k zvětšování, zvýšené ziskovosti a také k dobré pověsti podniku. Malé podniky mají problém s externími vztahy, protože budování obchodních partnerů je spojeno s marketingem, vysokým počátečním kapitálem a časem pro vytvoření externích sociálních vztahů. Vnější vztahy jsou nezbytné pro malé podniky, které často vytvářejí vztahy mezi dvěma a více dalšími malými podniky. Obchodní vztahy založené na společných zájmech umožňují budování silných a pevných vztahů mezi organizacemi. Například navázaní vztahu s mezinárodní organizací za účelem zvýšení finančního zisku a získání podílu na trhu v daném odvětví nebo viditelnosti značky. 